# 猪又將哲
猪又 將哲（いのまた まさのり、1965年2月26日 - ）は、日本の実業家。株式会社ファイバーゲート創業者・代表取締役社長。

## 人物・来歴
愛知県小牧市出身。1987年北海道大学経済学部卒業、興亜火災海上保険入社。1995年マイネット代表取締役。2003年仙台市のハローライン二十一の全株式を取得して改組し、札幌市中央区に本社を移転してファイバーゲート設立。同代表取締役就任。2008年LEOC監査役、日本マンスリーマンション協会代表理事。2011年賃貸生活代表取締役。Wi-Fi事業を手掛け、2018年にファイバーゲートを東京証券取引所マザーズに上場させ、2019年には東京証券取引所市場第一部及び札幌証券取引所への上場を果たした。